# Anisoneura depressa
Anisoneura depressa là một loài bướm đêm trong họ Noctuidae.